# Fox News
Fox News Channel (Фокс Нюс Чанъл, съкратено FNC или Fox News) е американски информационен канал със седалище в Ню Йорк. Започва да излъчва на 7 октомври 1996 г. Каналът принадлежи на медийния концерн Fox Corporation на Руперт Мърдок чрез Fox News Media. Програмите се произвеждат от телевизионната компания Fox Broadcasting Company. Каналът, който се гледа от около 2,5 милиона души дневно, е основният новинарски канал в САЩ. Изпълнителен директор на Fox News Channel от създаването му е Роджър Айлс. След смъртта му (2017 г.) директор на канала става Сюзън Скот.
Придържа се към консервативна ориентация, близък е до Републиканската партия на САЩ. Сред водещите на канала са Тъкър Карлсън (уволнен през 2023 г.), Бил О’Рейли, Глен Бек и Майк Хакаби. Дни преди Карлсън да бъде уволнен, Fox News се съгласява да плати повече от 767 милиона щ.д. на канадската компания Dominion Voting Systems заради клевета на президентските избори през 2020 г., които Байдън спечелва. На 19 април Fox News сключва споразумение (спогодба) с компанията Dominion Voting Systems, която произвежда и продава хардуер и софтуер за гласуване. През ноември 2020 г. Fox News, който традиционно подкрепя републиканците и тогавашния президент Доналд Тръмп, поставя под съмнение резултатите от вота няколко седмици след изборите, изразявайки различни теории, включително че машините за гласуване, произведени от Dominion Voting Systems, могат да бъдат използвани за изкривяване на резултатите от волята на американците. Dominion определя тези твърдения за клевета и се обръща към съда. Компенсацията възлиза на около една четвърт от годишния доход на Fox News преди облагане с данъци. Това е най-голямото споразумение за медийна клевета в историята на САЩ.

## Политическа ориентация
Fox News Channel се саморекламира със слоганите Fair and balanced („справедливи и балансирани“), а също We report. You decide („Ние разказваме. Вие решавате.“) и претендира, че се придържа към неутрално отразяване на събитията. Критици от конкурентни медии и от Демократическата партия обаче многократно са посочвали явните десни и консервативни пристрастия на канала, особено по време на войната в Ирак, президентските избори през 2008 г., както и от момента на встъпване в длъжност на президента на САЩ Барак Обама. В отговор на това каналът често отговаря, че останалата част от медийния пейзаж е твърде лява, а самият той се отнася към консервативните възгледи с не по-малко уважение, отколкото към либералните.
Във видеорепортаж от улиците на Москва за протестите на либералната опозиция срещу измамите на изборите за Държавна дума и победата на партията „Единна Русия“, каналът на 7 декември 2011 г. показва столицата на Русия през нощта, обхваната от погроми, улични пожари (каквито е нямало), полиция с гръцки надписи на щитовете, с дървета със зелени листа и палми по декемврийските улици (в самото начало на репортажа са показани палми, растящи в Близкия изток). След критики в медиите телевизионният канал е принуден да признае грешката си: репортажът е свален от уебсайта на канала, макар и не веднага. Каналът предава кадри от разгонването на протестен митинг в Атина (Гърция) като кадри от разгонване на демонстрации в Москва.